# اینگرام (ویرجینیا)
اینگرام (به انگلیسی: Ingram) یک منطقهٔ مسکونی در ایالات متحده آمریکا است که در شهرستان هالیفاکس، ویرجینیا واقع شده‌است. اینگرام ۲۱۴٫۸۹ متر بالاتر از سطح دریا واقع شده‌است.